# Aufidus spectabilis
Aufidus spectabilis är en insektsart som beskrevs av William Lucas Distant 1908. Aufidus spectabilis ingår i släktet Aufidus och familjen spottstritar. Inga underarter finns listade i Catalogue of Life.